# Nkondrè

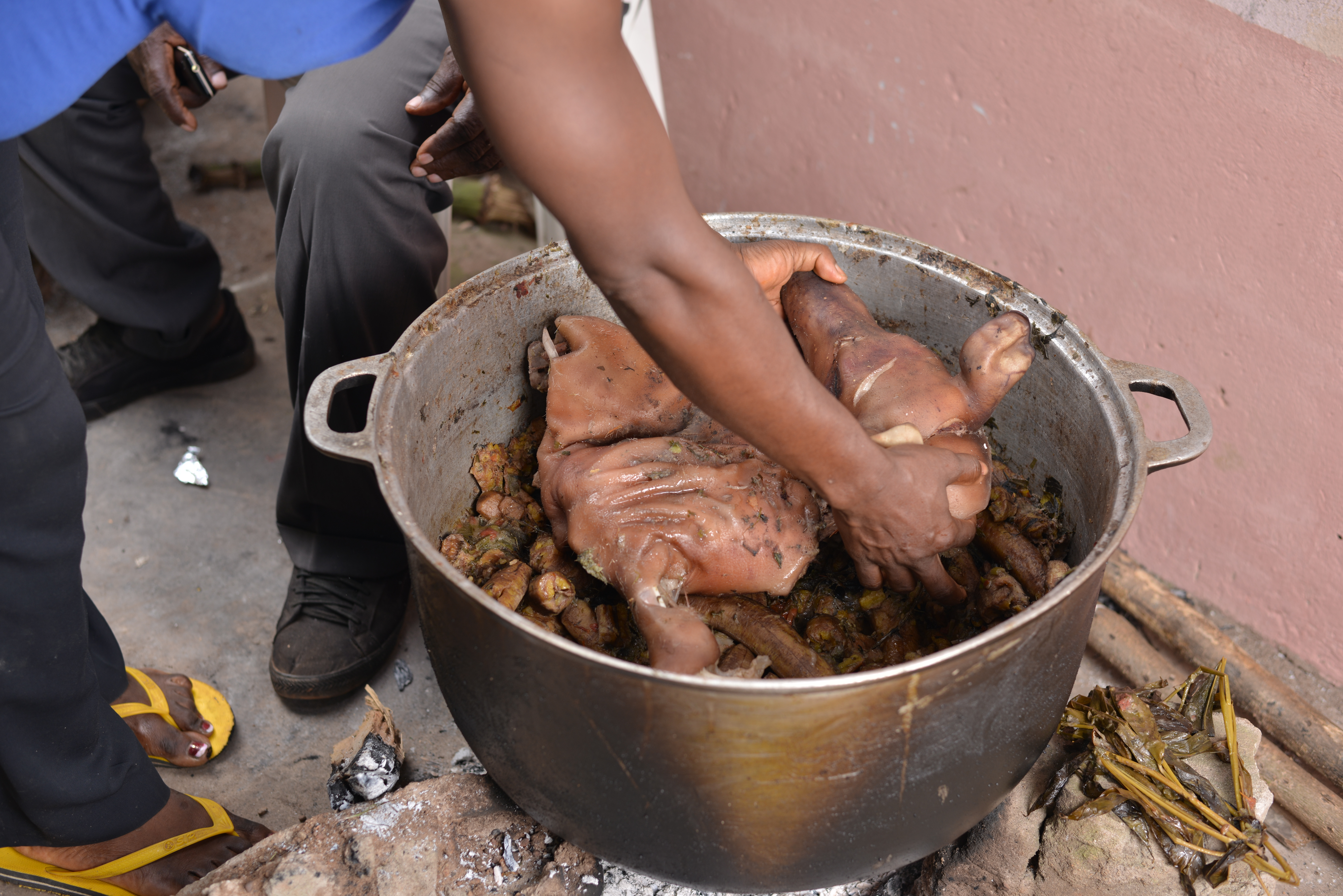
Préparation du met

Le Nkondrè est un plat traditionnel originaire de l'ouest du Cameroun, en particulier du pays Bamiléké. Il est souvent associé aux grandes réceptions, aux cérémonies traditionnelles et même aux funérailles, représentant l'hospitalité et le respect des traditions culinaires camerounaises. Il partage une similitude avec la banane malaxée car c'est aussi une potée camerounaise cuite dans de l'huile de palme, mais il se distingue par l'absence de lait d'arachide.
Les principales épices utilisées dans la préparation du Nkondré sont le poivre blanc et noir, les rondelles, le pèbè, l'ail, le thym et le laurier, contribuant à créer un mélange aromatique et savoureux pour ce plat traditionnel camerounais.

## Préparation
Le Nkondrè est une potée à base de banane plantain.